# Claverdon
Claverdon – wieś w Anglii, w hrabstwie Warwickshire, w dystrykcie Stratford-on-Avon. Leży 8 km na wschód od miasta Warwick i 127 km na północny zachód od Londynu. W 2001 miejscowość liczyła 1191 mieszkańców.